# رباط مستعرض كتفي علوي
رباط مستعرض كتفي علوي (بالانجليزية :Superior transverse scapular ligament) أو رباط فوق الكتف وهو نسيج عضلي رقيق يربط الكتف من الأعلى.